# 放光院 (上尾市)
放光院（ほうこういん）は、埼玉県上尾市にある真言宗智山派の寺院。

## 歴史
平安時代末期に開山された。その後、寛永年間（1624年 - 1644年）に旗本の松下房利が当地に封ぜられた。その際に現在地に移転した。以降、旗本松下家の菩提寺となった。
明治になり、松下家は歴代の墓を現在の東京都新宿区にある愛染院に移葬した。当院には初代房利の供養塔のみが残されている。

## 文化財
- 木造宝冠阿弥陀坐像（上尾市指定文化財 昭和49年8月5日指定）[3]

## 交通アクセス
- 原市駅より徒歩17分。